# Schienenverkehr in Russland
Der Schienenverkehr in Russland umfasst das großteils durch die Rossijskije schelesnyje dorogi (RŽD) betriebene Eisenbahnnetz sowie Straßenbahn- und U-Bahn-Netze (Metros) in vielen Großstädten. Für die russische Volkswirtschaft hat das Netz der RŽD, die etwa 2,5 % des russischen BIP erwirtschaften, eine enorme Bedeutung. Etwa 90 % des Güterverkehrs wird in Russland über die Schiene abgewickelt.
Die Länge aller Eisenbahnstrecken beträgt zusammengenommen 122.000 km. Etwa 86.000 km davon sind öffentliche Bahnen, der Rest entweder Industrie- oder sonstige Privatbahnen.

## Technische Spezifikationen
Die Regelspurweite des russischen Schienennetzes beträgt 1520 mm, die Russische Breitspur. Auf der Insel Sachalin bestand bis 2020 ein Schienennetz in Kapspur (1067 mm), da der Südteil der Insel zur Zeit des Eisenbahnbaus zu Japan gehörte, wo diese Spurweite Standard war. Seit 2020 haben alle auf Sachalin betriebenen Strecken der RŽD 1520 mm Spurweite.
In der Regel werden mehrgleisige russische Bahnstrecken im Rechtsverkehr betrieben. Es werden Stoßlückengleise verwendet. Der Abstand zwischen den Schienenstößen, sind 12,5 oder 25 Meter. Auch geschweißte Schienen haben sich durchgesetzt, jedoch sind erstere immer noch am weitesten verbreitet.
Ein großer Teil des Streckennetzes ist elektrifiziert, davon 18.800 km Strecke mit Gleichstrom mit einer Spannung von 3000 V und 22.000 km mit Wechselstrom und einer Spannung von 25 kV und einer Frequenz von 50 Hz.

## Geschichte
Die erste Bahnstrecke in Russland, die Zarskoje-Selo-Bahn, wurde 1837 eröffnet, 12 Jahre nach der ersten Eisenbahnstrecke überhaupt. Neben dem Prestige sollte sie auch dazu dienen, diese neue Technologie zu erproben. Dennoch war es primär ein Luxusprojekt ohne wirtschaftlichen Nutzen. Die erste längere Trasse auf russischem Gebiet war die Bahnstrecke Sankt Petersburg–Moskau. Sie löste in den 1830er-Jahren heftige Debatten aus. Das konservative Ministerkomitee stimmte fast einstimmig dagegen, auch andere hohe Beamte stellten sich gegen den Bau. Dennoch befahl Nikolaus I. 1842 überraschend den Bau der Strecke. Zuvor wurden russische Ingenieure um Pawel Petrowitsch Melnikow, der später leitender Ingenieur werden sollte, in die USA entsandt, um den dortigen Bahnbau zu studieren. Nach der Entscheidung des Zaren wurden aufgrund eines knappen Budgets für den Bau 70 Millionen Silberrubel v. a. aus England geliehen. 30 Millionen Silberrubel verwendete man aus seinem eigenen Bestand. Insgesamt kostete die Bahnstrecke also 100 Millionen Silberrubel. Die Bahnmagistrale wurde 1850, acht Jahre nach der Entscheidung, eröffnet. Der wirtschaftliche Nutzen blieb jedoch anfangs im Verhältnis zu den Kosten relativ gering. Die Spurweite, 1520 mm, wurde bald in Russland Standard. Nach dieser Strecke entwickelte sich die Streckenlänge im Vergleich zu Resteuropa eher langsam.
Zuwachs des Bahnnetzes in Russland, in km:
- 1859–1860: 228
- 1861–1865: 443
- 1866–1870: 1378
- 1871–1875: 1656
- 1876–1880: 767
- 1881–1885: 632
- 1886–1890: 914
- 1891–1895: 1292
- 1896–1900: 2820
- 1901–1905: 1570
- 1906–1910: 1100
- 1911–1915: 1873

Nach dem Debakel im Krimkrieg, das die Schwächen des zaristischen Systems eindrucksvoll aufzeigte, und der sich leerenden Staatskasse, sowie der versäumten Industrialisierung, empfahl der damalige Finanzminister Michael von Reutern in einer Denkschrift unter anderem, den Eisenbahnbau mehr zu fördern. Dieser spiele eine zentrale Rolle in der Industrialisierung. Deshalb solle der Zar den Eisenbahnbau veranlassen. Ab den späten 1860er-Jahren wurde deshalb der Schienenverkehr verstärkt gefördert. 1868 erließ der Zar ein Importverbot für Schienen. Gleichzeitig kauften die Staatsbahnen zu hohen Preisen massenhaft Fahrzeuge. 1877 erließ man auch ein Importverbot auf Rollmaterial. Etwa 900 Lokomotiven und 32.000 Waggons wurden gekauft. Die Kohleförderung sowie die Stahl- und die Eisenproduktion florierten als direkte Folge. Diese Bahnboom-Ära hielt etwa zehn Jahre an.
Einen erneuten Boom gab es ab 1890. In dieser Zeit erfolgte der Bau der Transsibirischen Eisenbahn (Transsib), für den der damalige Zarewitsch Nikolai, der spätere letzte russische Zar 1891 in Wladiwostok den ersten Spatenstich durchführte. 1903 war ein durchgehender Betrieb von Moskau bis Wladiwostok unter Nutzung von Abschnitten in der zu China gehörenden Mandschurei möglich, lediglich der Baikalsee musste noch per Eisenbahnfähre überbrückt werden. 1916 war die komplette Strecke auf russischem Staatsgebiet fertiggestellt. Damals war ein Viertel der gesamten Industrie-Investitionen für die Bahn dediziert.
Nach Gründung der Sowjetunion wurde das Eisenbahnministerium der Sowjetunion eingerichtet, das für die Sowetskije schelesnyje dorogi zuständig war. Bis 1940 wurde das Netz auf 106.000 km erweitert. Auch auf die Elektrifizierung wurde Wert gelegt. Nach dem Zweiten Weltkrieg bestand das Netz größtenteils unverändert, während im Westen Eisenbahnen zunehmend an Bedeutung verloren. Größtes Ausbauprojekt nach dem Krieg war die ab 1974 erbaute Baikal-Amur-Magistrale (BAM), die nördlich parallel zur Transsib Sibirien erschließen sollte und 1989 auf voller Länge fertiggestellt wurde.
Nach der Auflösung der UdSSR mussten viele Strecken eingestellt werden. Viele Bahnunternehmen der privatisierten Strecken machten Verluste. Deshalb wurden 2003 die RŽD (Rossijskije schelesnyje dorogi) eingerichtet.

## Wichtige Bahnstrecken
- Transsibirische Eisenbahn
- Turkestan-Sibirische Eisenbahn
- Bahnstrecke Sankt Petersburg–Moskau
- Murmanbahn
- Baikal-Amur-Magistrale

## Städtischer Eisenbahnverkehr
Russland besitzt zahlreiche, allerdings weniger werdende und oft vernachlässigte elektrische Straßenbahnen. Dazu gibt es auch noch einige Metronetze in größeren Städten. Die RZD betreiben noch S-Bahnähnliche elektrische Vorortbahnen (russ. Elektrischki). Ein weiteres Verkehrsmittel auf Schienen ist die Monorail Moskau.
| Name                   | Stadt            | Eröffnung     | Anzahl der Linien / totale Länge   |
| ---------------------- | ---------------- | ------------- | ---------------------------------- |
| Metro Jekaterinburg    | Jekaterinburg    | April 1991    | Eine (insges. 3 geplant) / 12,7 km |
| Metro Kasan            | Kasan            | August 2005   | Eine / 16,8                        |
| Metro Moskau           | Moskau           | Mai 1935      | 16 / 472 km                        |
| Metro Nischni Nowgorod | Nischni Nowgorod | November 1985 | 1 / 21,6 km                        |
| Metro Nowosibirsk      | Nowosibirsk      | Januar 1986   | Zwei / 15,9 km                     |
| Metro Samara           | Samara           | Dezember 1987 | Eine (12,7 km)                     |
| Metro Sankt Petersburg | Sankt Petersburg | November 1955 | Fünf / 124,8                       |

Es befinden sich seit Jahrzehnten in Omsk, Krasnojarsk und Tscheljabinsk Metros im Bau, aber die Eröffnung erscheint unwahrscheinlich.